# Mahmoud El-Gohary
Mahmoud El-Gohary (em árabe: محمود الجوهري) (Cairo, 20 de fevereiro de 1938 — Amã, 3 de setembro de 2012) foi um futebolista e treinador de futebol egípcio.

## Treinador
Ele dirigiu a seleção de seu país na Copa do Mundo de 1990, sediada na Itália. O Egito terminou na 20º colocação dentre os 24 participantes.

## Títulos
Egito
- Copa das Nações Africanas: 1998